# Ułus gorny
Ułus gorny (ros. Горный улус, jakuc. Горнaй улууhа) – ułus w położonej na Syberii autonomicznej rosyjskiej republiki Jakucji.
Ułus gorny leży w środkowej Jakucji i ma powierzchnię ok. 45,6 tys. km². W 2002 na jego obszarze żyło 11 422 osób. Gęstość zaludnienia w ułusie wynosi 0,25 os./km².
Ośrodkiem administracyjnym tego ułusu jest wieś Bierdigiestiach, licząca w 2002 ok. 6,1 tys. mieszkańców. Oprócz tej osady na terenie ułusu znajduje się 18 innych wsi.